# Sant Andreu d'Astell
Sant Andreu d'Astell és l'església parroquial, d'origen romànic, del poble d'Astell, en el terme municipal de la Torre de Cabdella a la comarca del Pallars Jussà. Està situada a la part més alta del poble, prop de la carretera.

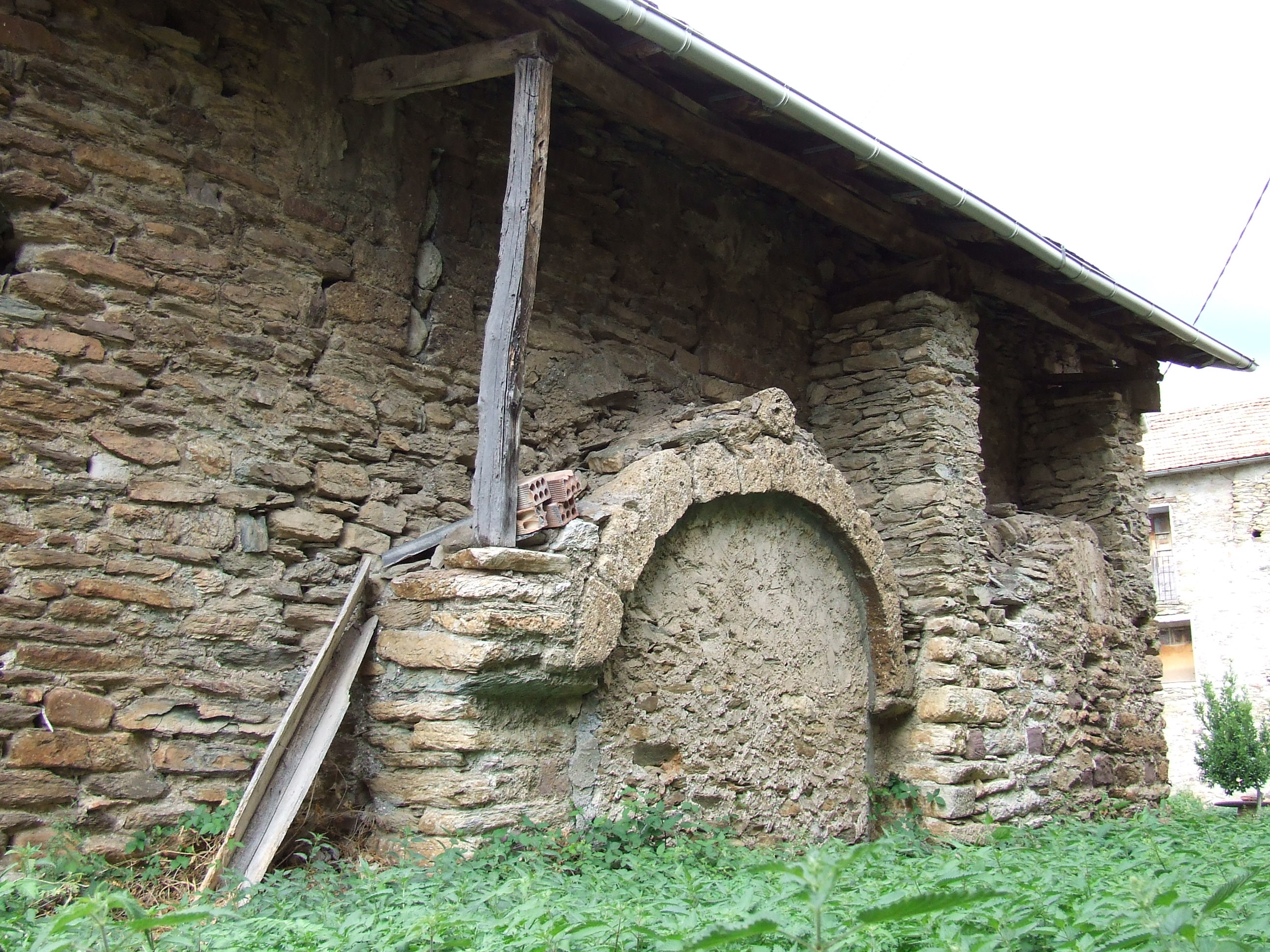
L'arc presbiterial romànic

És una església d'una sola nau, orientada de sud a nord, la major part del qual correspon a un edifici modern. Ara bé, a l'actual façana de llevant, que dona al recinte de l'antic cementiri, hi ha encara l'arc triomfal romànic del primitiu temple, que, part dedins, correspon a una capella que s'obre a la nau prop de l'altar major.

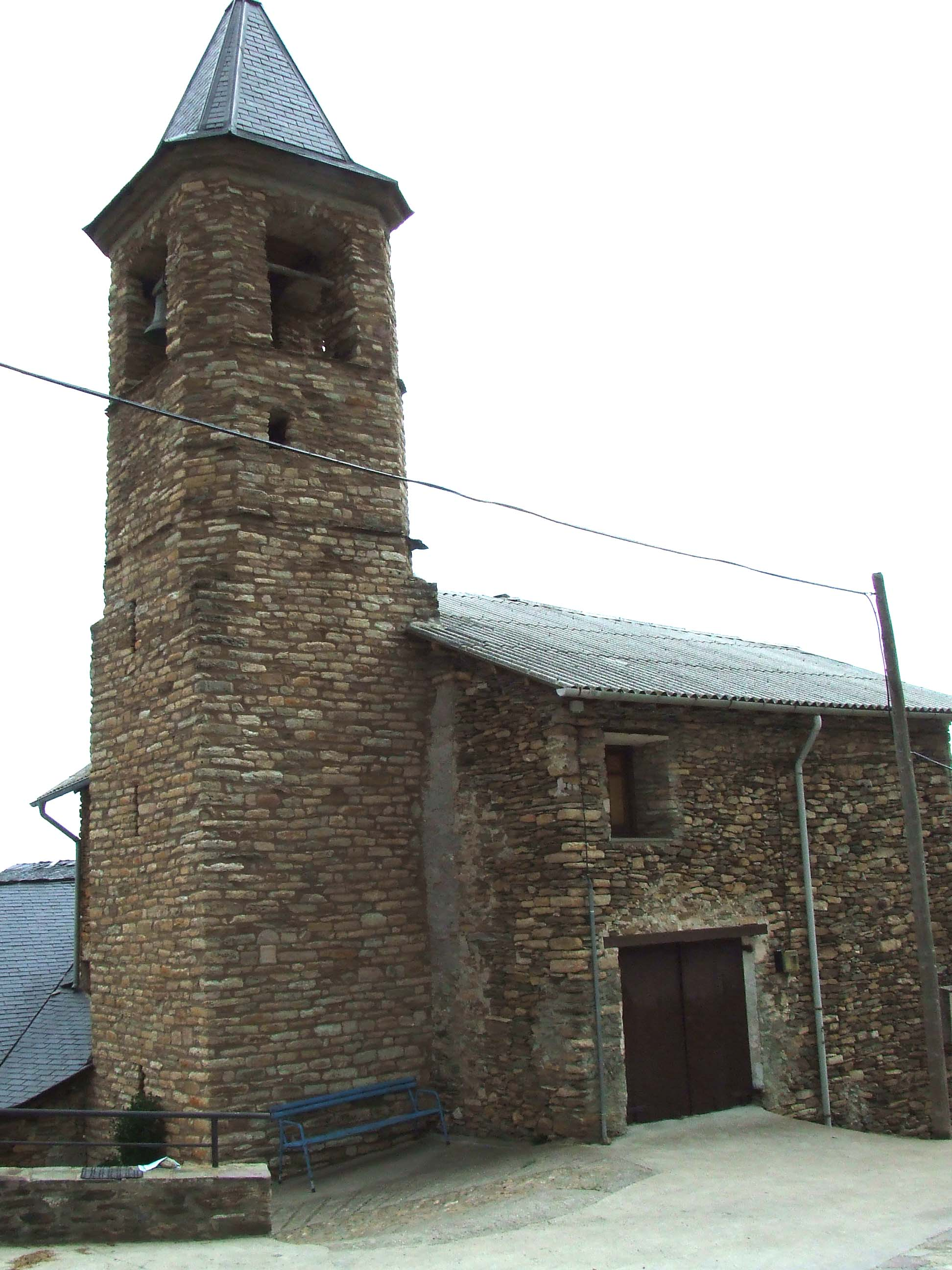
El campanar, amb la base romànica

La base del campanar, que devia correspondre a l'angle nord-oest de la primitiva nau romànica, també conserva tot el primer cos del campanar corresponent a l'època medieval.
L'aparell és bastant primitiu, tot i que molt ben construït, però la manera de tallar i disposar els carreus fan pensar en una obra del segle xii.